# Lennart Jähkel
Carl Gustav Lennart Jähkel (Piteå, 27 settembre 1956) è un attore svedese, vincitore del premio Guldbagge come miglior attore non protagonista nel 1996.

## Biografia
Nato a Piteå in una famiglia di origine tedesca, cresce nella città di Timrå. Diplomato alla Scuola di Arte Drammatica di Malmö nel 1982 intraprende la carriera di attore teatrale. Una decina d'anni dopo debutta in una pellicola cinematografica e poi in serie televisive svedesi di successo.

## Filmografia

### Cinema
- Jägarna, regia di Kjell Sundvall (1996)
- Suxxess, regia di Peter Schildt (2002)
- As It Is in Heaven, regia di Kay Pollak (2004)

### Televisione
- Kommissarie Winter (2001) 6x1
- Omicidi tra i fiordi - I gialli di Camilla Läckberg (Fjällbackamorden) (2012-2013)

## Doppiatori italiani
Nelle versioni in italiano dei suoi film, Lennart Jähkel è stato doppiato da:
- Lucio Saccone in Omicidi tra i fiordi - I gialli di Camilla Läckberg

## Riconoscimenti
- Guldbagge
  - 1997 - Miglior attore non protagonista per Jägarna
  - 2003 - Candidato a miglior attore non protagonista per Suxxess
  - 2005 - Candidato a miglior attore non protagonista per As It Is in Heaven
  - 2017 - Candidato a miglior attore per Granny's Dancing on the Table